# Elena Gui
Elena Gui (Cataluña, 25 de febrero de 1968) es una actriz de teatro y televisión ecuatoriana.

## Biografía
Elena Gui Nació el 25 de febrero del año 1968 en España pero desde muy joven reside en Ecuador, país donde se ha desempeñado como actriz de teatro y televisión, tallerista y artista-docente para educación superior

### Estudios
Estudió la gran mayoría de su niñez en distintas escuelas de la Ciudad de Panamá, USA y en distintas partes de  España. como Euskadi y Cataluña. 
Fue parte de diferentes institutos educativos, estudio en el instituto secundario Robert Frost Intermediate School; en Virginia, Estados Unidos y posteriormente realizó sus estudios de segundo y tercer año consecutivo en el Colegio María Auxiliadora de la Ciudad de Panamá. 
Finalmente acabó sus estudios académicos de cuarto a sexto año en el Instituto Panamericano Ciudad de Panamá donde se graduó como Bachiller Bilingüe en Letras en el año 1986.
Se graduó como licenciada en comunicación escénica en la universidad de Casa Grande en Guayaquil, en donde además cursa una Maestría en Educación con énfasis en Investigación e Innovación Educativa
Realizó talleres en la aerolínea Copa Airlines de Panamá lugar en el que laboró durante 5 años. Sus talleres se orientaron en los campos de Servicio al cliente, liderazgo, manejo de situaciones difíciles, supervisión eficaz, empoderamiento y servicio excepcional.

## Vida personal
Actualmente, labora como docente en la Universidad de las Artes del Ecuador en el Departamento de Nivelación además de complementar en asignaturas del Departamento de Lenguas Extranjeras y de la carrera de Pedagogía en Artes y Humanidades a través del vínculo con la Universidad Nacional de Educación (UNAE) y la Universidad Casa Grande, en la facultad de comunicación en la asignatura de Historia y Teoría del Teatro.
Gerente Propietaria de EGUI Producciones y mentalista del Centro Cultural Henry Raad Antón
Es además miembro del Colectivo JLA en el área de producción y editorial.
Domina cuatro idiomas, aparte del español habla inglés, catalán y francés.

## Carrera

### Televisión
Destacó como actriz en canales de televisión de Ecuador como Canal Uno, TC televisión,  Teleamazonas y actualmente en Ecuavisa.
En sus inicios participó en las telenovelas Cosa seria, Jocelito y Corazón Dominado de TC Televisión. También fue parte del elenco de la serie Solteros sin compromiso.
Entre 2013 a 2015 fue parte del elenco de la serie Estas secretarias, junto a Sofía Caiche, José Urrutia, Ruth Coello, Carmen Angulo, entre otros actores.
En 2015 participó en la serie Los hijos de Don Juan donde interpretó a Sara María, compartiendo escena con Víctor Aráuz, María Fernanda Pérez, entre otros actores.
En 2017 se unió al elenco de Cuatro Cuartos donde interpretó a una Villana.
En 2019 ingreso a Ecuavisa siendo parte del elenco de la bionovela Sharon la Hechicera donde interpretó a María Emilia de Diab.
En 2020 interpretó a Tana de Poncella en la sexta y última temporada de la serie 3 familias, además interpreta a Dolores de Dos Santos en la telenovela biográfica Sí se puede, compartiendo roles con Alejandra Jaramillo, Eduardo Maruri Plaza y Diego Chiang.

### Cine
En el área cinematográfica, la actriz ha formado parte de la película Político por Accidente.

## Filmografía

### Series y telenovelas
| Año        | Título                  | Personajes                                 |
| ---------- | ----------------------- | ------------------------------------------ |
| 2020       | Sí se puede             | Doleres "Lola" Mendieta vda. de Dos Santos |
| 2020       | 3 familias              | Susana Porcel Casán de Poncella "Tana"     |
| 2019       | Sharon 2: El desenlace  | María Emilia de Diab                       |
| 2017- 2018 | Cuatro Cuartos          | Tita Chiz                                  |
| 2016       | Los hijos de Don Juan   | Sara María de Silva                        |
| 2013- 2015 | Estas Secretarias       | Paola "Pao"                                |
| 2010       | Mostro de Amor          | Gisella Domínguez                          |
| 2006       | Cosa Seria              | Aída Quezada de Miró                       |
| 2004       | Jocelito                | Doña Cochi de Andrade                      |
| 2004       | Caldo de bolas          | Reparto                                    |
| 2004       | La Hechicera            | Reparto                                    |
| 2003       | Infieles                | Reparto                                    |
| 2001       | Solteros sin compromiso | Reparto                                    |
| 2000       | Caso cerrado            | Abogada Gabriela Martínez                  |